# Tinerii Titani (serial)
Tinerii Titani (în engleză Teen Titans) este un serial de animație cu supereroi creat de Glen Murakami și dezvoltat de Murakami, David Slack și Sam Register. Bazat pe echipa de supereroi DC Comics cu același nume, a fost produs de Warner Bros. Animation. Serialul a avut premiera pe Cartoon Network în 19 iulie 2003; primele două sezoane au fost difuzate de asemenea pe Kids' WB. Inițial doar patru sezoane au fost plănuite, dar popularitatea serialului a condus la Cartoon Network comandând un al cincilea sezon. Ultimul episod de jumătate de oră, "Things Change", a fost difuzat în 16 ianuarie 2006; a fost urmat de filmul Tinerii Titani: Necazuri în Tokyo, care a avut premiera pe 15 septembrie 2006, servind ca final al serialului. Un episod de un sfert de oră intitulat "The Lost Episode" a fost lansat ca parte a unei campanii promoționale online de Post Consumer Brands în ianuarie 2005.
Tinerii Titani a devenit unul dintre cele mai populare seriale de pe Cartoon Network, fiind renumit pentru umor, povestiri și persiflarea între personajele principale. Pe parcursul difuzării, serialul a fost nominalizat pentru trei Premii Annie și un Premiu pentru Editori de Sunet de Film. Spin-off-uri media includ benzi desenate, jocuri video, lansări pe DVD, albume muzicale și jucării. În 2013, a fost derivat un serial spin-off din acesta, Haideți, Tineri Titani!, care a avut un film la cinematografe pe 27 iulie 2018 intitulat Haideți, Tineri Titani, la film!. În septembrie 2019, un film crossover cu Haideți, Tineri Titani! intitulat Haideți, Tineri Titani! contra Tinerilor Titani a fost lansat. A prezentat prima apariție a personajelor serialului original pentru prima dată în 13 ani.
Premiera în România a fost pe 8 ianuarie 2005 pe canalul Cartoon Network.

## Despre serial
Tinerii Titani sunt cinci adolescenți total diferiți unii față de alții și față de lumea reală, având puteri supranaturale, dar care au voință, curaj și un numitor comun: să lupte împotriva răului.

## Personaje
- Robin - Ajutat de cureaua sa, Robin a învățat totul despre arta de a fi lider de la nimeni altul decât Batman. Posedă o agilitate și o viteză extraordinară în bătălie, dar nu-și pierde niciodată simțul de distracție și prietenie față de ceilalți Titani.
- Raven - Cea mai misterioasă membră a Tinerilor Titani, Raven are puteri care te înfioară și o prezență mistică. Are un trecut destul de întunecat pe care încearcă să-l uite și este bântuită de viziuni terifiante ale viitorului.
- Cyborg - Jumătate om, jumătate robot, Cyborg are o putere incredibilă și o grămadă de dispozitive în interiorul armurii sale protectoare, sub care descoperim, de fapt, un tip foarte sensibil.
- Starfire - O ființă dintr-o altă lume, Starfire încă mai are multe de învățat despre planeta Pământ și despre obiceiurile de aici. Starfire poate zbura și împroșca cu fulgere verzi din mâini și e mai puternică decât pare.
- Beast Boy - Rapid la vorbă și foarte nesigur pe el, Beast Boy ar face orice pentru a râde bine. Având capacitatea de a se metamorfoza în orice formă de animal pe care-l dorește, acest schimbător de formă se poate adapta la orice pericol care-i paște pe titani.

## Episoade
Sezonul 5 nu a fost difuzat în România din cauza faptului că era prea violent.
| Premiera originală | Premiera în România | Nr. | Titlu român                       | Titlu englez                                         |
| ------------------ | ------------------- | --- | --------------------------------- | ---------------------------------------------------- |
|                    |                     |     |                                   |                                                      |
| SEZONUL 1          |                     |     |                                   |                                                      |
|                    |                     |     |                                   |                                                      |
| 02.08.2003         | 08.01.2005          | 01  | Dezbină și cucerește              | Divide And Conquer                                   |
|                    |                     |     |                                   |                                                      |
| 26.07.2003         | 09.01.2005          | 02  | Surorile                          | Sisters                                              |
|                    |                     |     |                                   |                                                      |
| 19.07.2003         | 15.01.2005          | 03  | Examenul Final                    | Final Exam                                           |
|                    |                     |     |                                   |                                                      |
| 16.08.2003         | 16.01.2005          | 04  | Forțele naturii                   | Forces Of nature                                     |
|                    |                     |     |                                   |                                                      |
| 23.08.2003         | 22.01.2005          | 05  | Piese de schimb                   | The Sum Of His Parts                                 |
|                    |                     |     |                                   |                                                      |
| 30.08.2003         | 23.01.2005          | 06  | Niciodată                         | Nevermore                                            |
|                    |                     |     |                                   |                                                      |
| 06.09.2003         | 29.01.2005          | 07  | Roluri inversate                  | Switched                                             |
|                    |                     |     |                                   |                                                      |
| 13.09.2003         | 30.01.2005          | 08  | Adâncime mare                     | Deep Six                                             |
|                    |                     |     |                                   |                                                      |
| 20.09.2003         | 05.02.2005          | 09  | Măști                             | Masks                                                |
|                    |                     |     |                                   |                                                      |
| 27.09.2003         | 06.02.2005          | 10  | Mad Mod                           | Mad Mod                                              |
|                    |                     |     |                                   |                                                      |
| 11.11.2003         | 12.02.2005          | 11  | Probleme cu mașina                | Car Trouble                                          |
|                    |                     |     |                                   |                                                      |
| 04.10.2003         | 13.02.2005          | 12  | Ucenicul                          | Apprentice                                           |
| 11.10.2003         | 16.02.2005          | 13  | Ucenicul                          | Apprentice                                           |
|                    |                     |     |                                   |                                                      |
| SEZONUL 2          |                     |     |                                   |                                                      |
|                    |                     |     |                                   |                                                      |
| 10.01.2004         | 20.02.2005          | 14  | Cât durează veșnicia?             | How Long Is Forever?                                 |
|                    |                     |     |                                   |                                                      |
| 17.01.2004         | 26.02.2005          | 15  | Un altfel de câine                | Every Dog Has His Day                                |
|                    |                     |     |                                   |                                                      |
| 24.01.2004         | 27.02.2005          | 16  | Terra                             | Terra                                                |
|                    |                     |     |                                   |                                                      |
| 31.01.2004         | 05.03.2005          | 17  | E omenește                        | Only Human                                           |
|                    |                     |     |                                   |                                                      |
| 07.02.2004         | 06.03.2005          | 18  | Frica însăși                      | Fear Itself                                          |
|                    |                     |     |                                   |                                                      |
| 14.02.2004         | 12.03.2005          | 19  | Întâlnire cu destinul             | Date With Destiny                                    |
|                    |                     |     |                                   |                                                      |
| 21.02.2004         | 13.03.2005          | 20  | Transformarea                     | Transformation                                       |
|                    |                     |     |                                   |                                                      |
| 28.02.2004         | 19.03.2005          | 21  | Titan în devenire                 | Titan Rising                                         |
|                    |                     |     |                                   |                                                      |
| 06.03.2004         | 01.08.2006          | 22  | Câștigătorul ia totul             | Winner Take All                                      |
|                    |                     |     |                                   |                                                      |
| 31.07.2004         | 20.03.2005          | 23  | Trădare                           | Betrayal                                             |
|                    |                     |     |                                   |                                                      |
| 07.08.2004         | 26.03.2005          | 24  | Fracturat                         | Fractured                                            |
|                    |                     |     |                                   |                                                      |
| 14.08.2004         | 27.03.2005          | 25  | Undă de șoc                       | Aftershock                                           |
| 21.08.2004         | 02.04.2005          | 26  | Undă de șoc                       | Aftershock                                           |
|                    |                     |     |                                   |                                                      |
| SEZONUL 3          |                     |     |                                   |                                                      |
|                    |                     |     |                                   |                                                      |
| 28.08.2004         | 06.05.2006          | 27  | Înșelătorie                       | Deception                                            |
|                    |                     |     |                                   |                                                      |
| 04.09.2004         | 07.05.2006          | 28  | X                                 | X                                                    |
|                    |                     |     |                                   |                                                      |
| 11.09.2004         | 13.05.2006          | 29  | Alesul                            | Betrothed                                            |
|                    |                     |     |                                   |                                                      |
| 18.09.2004         | 14.05.2006          | 30  | Lovitura                          | Crash                                                |
|                    |                     |     |                                   |                                                      |
| 02.10.2004         | 20.05.2006          | 31  | Bântuit                           | Haunted                                              |
|                    |                     |     |                                   |                                                      |
| 09.10.2004         | 21.05.2006          | 32  | Farmece                           | Spellbound                                           |
|                    |                     |     |                                   |                                                      |
| 16.10.2004         | 04.07.2006          | 33  | Revoluția                         | Revolution                                           |
|                    |                     |     |                                   |                                                      |
| 23.10.2004         | 28.05.2006          | 34  | Lungime de undă                   | Wavelength                                           |
|                    |                     |     |                                   |                                                      |
| 30.10.2004         | 03.06.2006          | 35  | Bestia din noi                    | The Beast Within                                     |
|                    |                     |     |                                   |                                                      |
| 06.11.2004         | 04.06.2006          | 36  | Pot să-l păstrez?                 | Can I Keep Him?                                      |
|                    |                     |     |                                   |                                                      |
| 08.01.2005         | 10.06.2006          | 37  | Iepurele Raven                    | Bunny Raven… or …How To Make A Titananimal Disappear |
|                    |                     |     |                                   |                                                      |
| 15.01.2005         | 11.06.2006          | 38  | Titani de est                     | Titans East                                          |
| 22.01.2005         | 17.06.2006          | 39  | Titani de est                     | Titans East                                          |
|                    |                     |     |                                   |                                                      |
| SEZONUL 4          |                     |     |                                   |                                                      |
|                    |                     |     |                                   |                                                      |
| 29.01.2005         | 09.06.2007          | 40  | Episodul 257-494                  | Episode 257-494                                      |
|                    |                     |     |                                   |                                                      |
| 19.02.2005         | 10.06.2007          | 41  | Cyborg barbarul                   | Cyborg The Barbarian                                 |
|                    |                     |     |                                   |                                                      |
| 12.02.2005         | 16.06.2007          | 42  | Semnul din naștere                | Birthmark                                            |
|                    |                     |     |                                   |                                                      |
| 05.02.2005         | 17.06.2007          | 43  | Căutarea                          | The Quest                                            |
|                    |                     |     |                                   |                                                      |
| 21.05.2005         | 23.06.2007          | 44  | Angajatul lunii                   | Employee Of The Month                                |
|                    |                     |     |                                   |                                                      |
| 28.05.2005         | 24.06.2007          | 45  | TROQ                              | TROQ                                                 |
|                    |                     |     |                                   |                                                      |
| 04.06.2005         | 30.06.2007          | 46  | Profeția                          | The Prophecy                                         |
|                    |                     |     |                                   |                                                      |
| 11.06.2005         | 01.07.2007          | 47  | Captivi                           | Stranded                                             |
|                    |                     |     |                                   |                                                      |
| 18.06.2005         | 04.08.2007          | 48  | Suprasolicitare                   | Overdrive                                            |
|                    |                     |     |                                   |                                                      |
| 25.06.2005         | 02.07.2007          | 49  | Mama Mae-Eye                      | Mother Mae-Eye                                       |
|                    |                     |     |                                   |                                                      |
| 02.07.2005         | 05.08.2007          | 50  | Sfârșitul                         | The End                                              |
| 09.07.2005         | 05.08.2007          | 51  | Sfârșitul                         | The End                                              |
| 16.07.2005         | 11.08.2007          | 52  | Sfârșitul                         | The End                                              |
|                    |                     |     |                                   |                                                      |
| SEZONUL 5          |                     |     |                                   |                                                      |
|                    |                     |     |                                   |                                                      |
| 24.09.2005         | 01.02.2009          | 53  | Întoarcerea acasă                 | Homecoming                                           |
| 01.10.2005         | 01.02.2009          | 54  | Întoarcerea acasă                 | Homecoming                                           |
|                    |                     |     |                                   |                                                      |
| 08.10.2005         | 07.02.2009          | 55  | Încredere                         | Trust                                                |
|                    |                     |     |                                   |                                                      |
| 15.10.2005         | 14.02.2009          | 56  | Real                              | For Real                                             |
|                    |                     |     |                                   |                                                      |
| 29.10.2005         | 21.02.2009          | 57  | Viscol                            | Snowblind                                            |
|                    |                     |     |                                   |                                                      |
| 05.11.2005         | 28.02.2009          | 58  | Kole                              | Kole                                                 |
|                    |                     |     |                                   |                                                      |
| 12.11.2005         | 06.03.2009          | 59  | De-a v-ați ascunselea             | Hide and Seek                                        |
|                    |                     |     |                                   |                                                      |
| 03.12.2005         | 12.03.2009          | 60  | La viteza luminii                 | Lightspeed                                           |
|                    |                     |     |                                   |                                                      |
| 10.12.2005         | 19.03.2009          | 61  | Pauză de alimentare               | Revved Up                                            |
|                    |                     |     |                                   |                                                      |
| 17.12.2005         | 25.03.2009          | 62  | Haideți                           | Go!                                                  |
|                    |                     |     |                                   |                                                      |
| 07.01.2006         | 01.04.2009          | 63  | Chemăm toți Titanii               | Calling All Titans                                   |
|                    |                     |     |                                   |                                                      |
| 14.01.2006         | 10.04.2009          | 64  | Titani împreună                   | Titans Together                                      |
|                    |                     |     |                                   |                                                      |
| 16.01.2006         | 10.04.2009          | 65  | Lucrurile se schimbă              | Things Change                                        |
|                    |                     |     |                                   |                                                      |
| EPISOD SPECIAL     |                     |     |                                   |                                                      |
|                    |                     |     |                                   |                                                      |
| 10.01.2005         |                     | ES1 | '                                 | The Lost Episode                                     |
|                    |                     |     |                                   |                                                      |
| FILM               |                     |     |                                   |                                                      |
|                    |                     |     |                                   |                                                      |
| 15.09.2006         | 12.08.2007          | F1  | Tinerii Titani: Probleme în Tokyo | Teen Titans: Trouble in Tokyo                        |
|                    |                     |     |                                   |                                                      |

## Legături externe
- Site oficial DC Comics
- Site oficial Cartoon Network
- Tinerii Titani la Internet Movie Database
- Tinerii Titani la TV.com